# Laurie Hernandez
Laurie Hernandez (Nuevo Brunswick, Nueva Jersey; 9 de junio de 2000) es una gimnasta artística estadounidense de ascendencia puertorriqueña, campeona y subcampeona olímpica en 2016 en el concurso por equipos y en la barra de equilibrio respectivamente.

## Vida personal
Hernandez profesa la religión cristiana. Es hija de Wanda y Anthony Hernandez y tiene una hermana, Jelysa, y un hermano, Marcus. Es de ascendencia puertorriqueña y vive en Old Bridge Township, New Jersey.

## Carrera como gimnasta

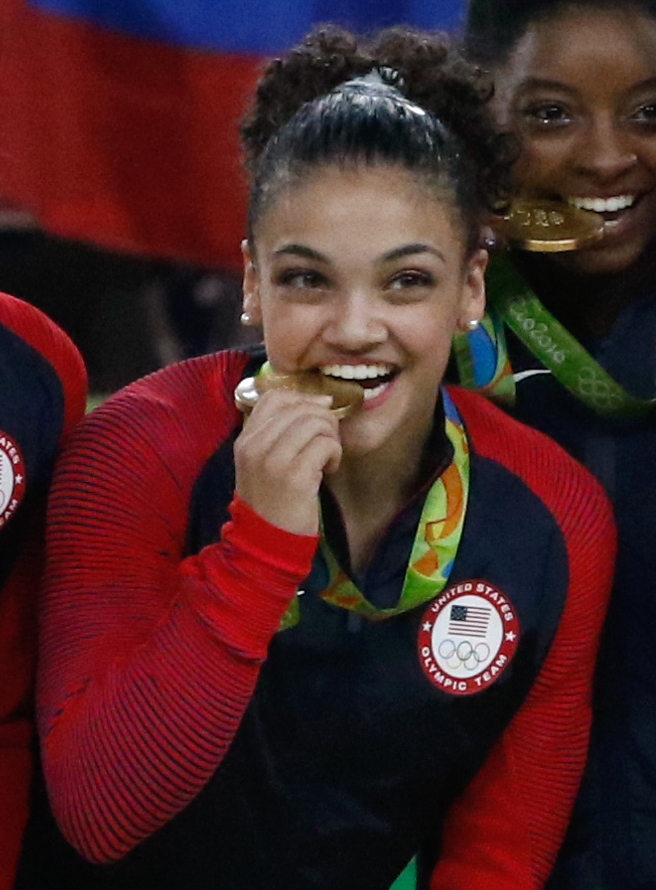
Lauren Hernández recibiendo medalla de oro en el Torneo Internacional Junior de México, en representación de EEUU.

### Los inicios

#### 2012
La carrera de Hernandez como atleta de elite comenzó en 2012 en la competencia anual US Classics, en las que quedó en 11.º lugar en la división de joven, cuando tenía 12 años. Por su participación en el Classic,  calificó a los Campeonatos Nacionales en St. Louis, donde logró el puesto 21.º luego de dos días de competición...

#### 2013
El primer torneo de Hernandez en 2013 fue en el WOGA Clásico, donde quedó en segundo lugar en la ronda all-around. En junio,  compitió en el American Classic en Huntsville, Texas. Allí quedó primera en los ejercicio de piso, segunda en el all-around detrás Ariana Agrapides, y tercera en la viga de equilibrio y en el salto del potro.
En julio, Hernandez fue incorporada al equipo junior de EE. UU. y fue a Chicago para participar en la competencia anual U.S. Classics, en la que obtuvo el sexto lugar en el all-around y el primer lugar en los ejercicios de piso. En los Campeonatos Nacionales en agosto,  ganó la medalla de plata en la competencia junior all-round con una puntuación total de 116.650, detrás de Bailie Key. También quedó segunda en las barras asimétricas y en los ejercicios de piso, y quedó empatada en el tercer puesto con Alexis Vasquez en la viga de equilibrio.
En septiembre, Hernandez fue seleccionada para representar a EE. UU. en junio International de Japón, en Yokohama. Allí obtuvo 56.750 puntos, que le permitieron ganar la medalla de bronce en el all-around. También quedó tercera en el salto del potro, cuarta en ejercicios de piso, y sexta en viga de equilibrio. Más tarde en 2013,  compitió en el torneo Internacional Junior de México en Acapulco y colaboró para que el equipo de EE. UU.—Hernandez, Key, Veronica Hults, y Emily Gaskins— ganara la medalla de oro. También logró el segundo lugar en el all-around detrás de Key.

#### 2014
Al comienzo de 2014, Hernandez se quebró la muñeca cuando se resbaló en la viga de equilibrio en una sesión de entrenamiento. Pronto regresó a la competición, pero luego se desgarró el tendón de la rótula y se dislocó la rodilla, lo que la obligó a alejarse de la gimnasia durante seis meses. Finalmente volvió a la actividad deportiva en el otoño boreal y participó en el campamento de entrenamiento de EE. UU. en noviembre.

#### 2015
Hernandez fue seleccionada para integrar el equipo de EE. UU. para el Trofeo de la Ciudad de Jesolo 2015, donde se coronó como campeona junior all-around con una puntuación de 57.650, superando a sus compañeras de equipo Norah Flatley y Jazmyn Foberg. En las finales de la división junior ganó medalla de oro en las barras asimétricas, con una puntuación de 14.500, y en ejercicios de piso, con una puntuación de 14.650.
En el US Classic de 2015, en julio, Hernandez ganó el título de junior all-around con una puntuación de 58.450, así como también en el salto del potro (14.900) y barras asimétricas (15.000). Quedó tercera en la viga de equilibrio (14.200) y en ejercicios de piso (14.350, empatada con Deanne Soza).
En los Campeonatos Nacionales obtuvo una puntuación de 57.900 en el primer día de competición y 59.550 en el segundo día. Su desempeño le permitió ganar el título junior all-around superando a Foberg, campeona en el año anterior. También ganó el título en barras asimétricas con una puntuación combinada de dos días de 30.100, obtuvo la plata en los ejercicios de piso, y bronce en la viga de equilibrio y salto del potro.
Luego, Hernandez fue elegida para competir en International Junior de Japón en 2015, en Yokohama. Allí ganó el all-around, los ejercicios de piso y el salto del potro, y se llevó medallas de plata en viga de equilibrio y barras asimétricas.

### En ligas mayores
Hernandez hizo su debut profesional en 2016. En marzo compitió en el Trofeo de la Ciudad de Jesolo en Italia, donde ganó la medalla de bronce en el all-around con una puntuación de 58.550, detrás dos compañeras de equipo, que también estaban en su primer año profesional, Ragan Herrero y Gabby Douglas, la campeona olímpica all-around de 2012. También ganó una medalla de plata en el salto del potro y una medalla de oro en la viga de equilibrio, ante Smith y la olímpica Aly Raisman.
En abril, Hernandez compitió en los Campeonatos de Gimnasia de la Cuenca del Pacífico en Everett, Washington, junto con Raisman, Herrero, Simone Biles —tres veces campeona mundial all-around—, y Brenna Dowell, integrante del equipo del campeonato mundial de 2015. Hernandez contribuyó para que su equipo lograra un puntaje de 59.800 en el all-around y lograra el primer puesto para EE. UU., y se ubicó tercera a nivel individual, detrás de Biles y Raisman, pero no ganó la medalla de bronce en el all-around debido a una regla que limita las medallas a dos gimnastas por país. (Nagi Kajita, de Japón, obtuvo el bronce). Hernandez también calificó para las finales en viga del equilibrio, pero USA Gymnastics anunció que ni ella ni Biles competirían en las finales para descansar de cara a los Juegos Olímpicos de Río 2016.
En junio, Hernandez compitió en los U.S. Classics solo en barras asimétricas, y obtuvo un puntaje de 15.400. Más tarde ese mes,  compitió en los cuatro torneos de los Campeonatos Nacionales. Al final de la primera jornada,  estaba empatada en el segundo lugar en el all-around con Raisman, detrás de Biles, con una puntuación de 60.450. En la segunda jornada logró una puntuación de 14.800 en el salto del potro, 15.150 en barras asimétricas, 15.300 en viga de equilibrio, y 14.800 en ejercicios de piso. El tercer día de competencia quedó en tercer lugar en el all-around, detrás de Biles y Raisman. Llegó al tercer puesto en barras asimétricas y vida de equilibrio, y empató en el tercer lugar en ejercicios de piso con MyKayla Skinner.
En las pruebas Olímpicas a principios de julio, Hernandez se ubicó segunda en el all-around, detrás de Biles. Fue seleccionada para integrar el equipo Olímpico junto a Biles, Douglas, Raisman, y Madison Kocian.

#### Juegos Olímpicos de Río de Janeiro 2016
El 7 de agosto, Hernandez compitió en la calificación femenina para los Juegos Olímpicos de Río 2016, en Brasil. Logró una puntuación de 15,200 en el salto del potro, 15,366 en la viga de equilibrio, y 14,800 en ejercicios de piso. No compitió en barras asimétricas. Además de la final por equipos, individualmente calificó a la final de viga de equilibrio. 
El 9 de agosto, el equipo de EE. UU. —formado, además de por Laurie, por Simone Biles, Gabby Douglas, Madison Kocian y Aly Raisman— ganó la medalla de oro en equipos, venciendo a Rusia y China, que quedaron en segundo y tercer lugar, respectivamente. Además, Laurie ganó la medalla de plata en la final de viga de equilibrio con una puntuación de 15,333 —por detrás de la vencedora que fue la neerlandesa Sanne Wevers, y por delante de su compatriota Simone Biles (bronce)—.

### Profesional
En 2014, Hernandez se anotó en la Universidad de Florida para competir en el programa de gimnasia Florida Gators en la NCAA. Sin embargo, el 3 de agosto de 2016, de cara a los Juegos Olímpicos de 2016 decidió renunciar a ser elegida por la NCAA y transformarse en atleta profesional.

## Dancing with the Stars
El 30 de agosto de 2016, Hernandez fue revelada como una de las celebridades que participarían en la temporada 23 de Dancing with the Stars. Ella estuvo emparejada con el bailarín profesional Valentin Chmerkovskiy. Ellos ganaron el trofeo mirroball el 22 de noviembre de 2016. Con 16 años de edad, Hernandez es la ganadora más joven del programa.
| Semana | Baile / Canción                                      | Puntajes de los jueces  | Puntajes de los jueces  | Puntajes de los jueces  | Puntajes de los jueces  | Resultado       |
| Semana | Baile / Canción                                      | C.I                     | L.G.                    | J.H.                    | B.T.                    | Resultado       |
| --- | ---------------------------------------------------- | ----------------------- | ----------------------- | ----------------------- | ----------------------- | --------------- |
| 1 | Chachachá / «American Girl»                          | 8                       | 8                       | 7                       | 8                       | Sin eliminación |
| 2 | Jive / «DuckTales»                                   | 8                       | 8                       | 8                       | 8                       | Salvados        |
| 3 | Tango / «Into the Sunset»                            | 7                       | 8                       | 8                       | 8                       | Salvados        |
| 4 | Jazz / «The Way You Make Me Feel»                    | 10                      | —                       | 10                      | 10                      | Salvados        |
| 5 | Pasodoble / «Rise»                                   | 8                       | —                       | 9                       | 8                       | Sin eliminación |
| 6 | Salsa / «Light It Up»                                | 9                       | 91                      | 9                       | 10                      | Salvados        |
| 7 | Quickstep / «One Fine Day»                           | 8                       | 8                       | 9                       | 9                       | Salvados        |
| 7 | Equipo Freestyle / «Embrace»                         | 8                       | 9                       | 9                       | 9                       | Salvados        |
| 8 | Vals vienés / «Pure Imagination»                     | 10                      | —                       | 10                      | 10                      | Salvados        |
| 8 | Duelo de Jive / «The Purple People Eater»            | Ganaron 3 puntos extras | Ganaron 3 puntos extras | Ganaron 3 puntos extras | Ganaron 3 puntos extras | Salvados        |
| 9 | Tango argentino / «Cell Block Tango»                 | 10                      | 102                     | 10                      | 10                      | Salvados        |
| 9 | Contemporáneo en equipo / «Bird Set Free»            | 10                      | 102                     | 10                      | 10                      | Salvados        |
| 10 (Semifinal) | Foxtrot / «Hollow»                                   | 10                      | —                       | 10                      | 10                      | Salvados        |
| 10 (Semifinal) | Samba en trío / «Magalenha»                          | 10                      | —                       | 10                      | 10                      | Salvados        |
| 11 (Final) | Pasodoble / «Wicked Ones»                            | 9                       | 10                      | 9                       | 10                      | Salvados        |
| 11 (Final) | Freestyle / «Brand New»                              | 10                      | 10                      | 10                      | 10                      | Salvados        |
| 11 (Final) | Tango argentino & Foxtrot fusión / «We Are the Ones» | 10                      | 10                      | 10                      | 10                      | Ganadores       |
| 1Puntaje dado por el juez invitado Pitbull en lugar de Goodman. 2Puntaje dado por la juez invitada Idina Menzel en lugar de Goodman. |                                                      |                         |                         |                         |                         |                 |